# János Végh
János Végh   (Vereb, 15 de juny de 1845 - Budapest, 31 de gener de 1918), conegut també amb el seu nom alemany Johann Végh von Veréb, fou un jurista i compositor de música hongarès.
Alumne distingit del Conservatori de Budapest, i també notable jurisconsult, des de molt jove s'assenyala en els cercles artístics del seu país com a inspirat compositor.
Va escriure i publicar nombrosos lieder; un Tema amb variacions; estudis per a piano; una sonata per a violí; diversos arranjaments d'obres per a orquestra de Franz Liszt, i un Walzer-Suite (molt famós) per a piano a quatre mans, tot això publicat, restant inèdita una Cantata per a veus i orquestra, molta música de cambra, salms, misses i dues òperes.